# يو إف سي ليلة القتال: سانتوس ضد أنكالايف
يو إف سي ليلة القتال: سانتوس ضد أنكالايف (بالإنجليزية: UFC Fight Night: Santos vs. Ankalaev)‏ هو حدث لفنون القتال المختلطة نظمته يو إف سي، أُقيم في 12 مارس 2022، على يو إف سي أبيكس في إنتربرايز، يفادا، جزء من منطقة لاس فيغاس الحضرية، الولايات المتحدة.